# 格拉汉姆·亚历山大
格拉咸·羅拔·亞歷山大（英語：Graham Robert Alexander，1971年10月10日—）出生於英格蘭考文垂，是一名足球運動員，為蘇格蘭國腳，司職右閘，但於球員黃昏期改踢防守中場，他早年在斯肯索普亦曾擔任這個位置，而他現時是英超第三名最年長的入球球員，並在職業球員生涯上陣超越1,000場。2012年6月退役後留在英甲球會普雷斯頓擔任青訓主管。於2012年12月出任英乙球會費列活特的領隊，並帶領球隊透過附加賽升班英甲。現時任教英格蘭足球全國聯賽球會沙福特城。

## 生平

### 球員

#### 球會
斯肯索普及盧頓
亞歷山大於1980年代末期在斯肯索普青年軍展開足球事業，他於1991年4月27日首次代表一隊上陣，以後補身份入替馬克·軒尼（Mark Hine），同年並且與球隊簽下首張職業球員合約。1991/92年球季亞歷山大已在斯肯索普一隊陣中成為固定成員，通常擔任右閘位置。在以10萬英鎊轉投盧頓前，他為斯肯索普上陣超過200場，在他為盧頓效力的4年內，亦為球隊上陣相近的場數。
普雷斯頓
1999年般尼與普雷斯頓分別爭取亞歷山大加盟，最終他選擇投效普雷斯頓，隨即成為迪普戴爾球場（Deepdale）中一隊的常規正選，其後更獲委擔任隊長，亦是球隊主踢罰球的球員，同時擔任十二碼的劊子手。在亞歷山大的球員生涯中一直保持健康，沒有遭受嚴重傷患，直到2000/01年球季在作客狼隊時撞斷肋骨才缺陣數星期。2004年3月10日亞歷山大續約兩年。在普雷斯頓效力8個年頭，亞歷山大剛好為球隊上陣400場，於2007年8月25日對高車士打是他為球隊第400場及最後一場上陣。亞歷山大入選2004/05年度PFA英冠年度最佳陣容。
在2006年夏季亞歷山大已與數支球隊扯上關係，其中包括出價5萬英鎊被拒的水晶宮，普雷斯頓並稱：

『他是球隊隊長及陣中重要一員，絕非我們准許離隊的球員。』

2007年8月29日亞歷山大使人驚訝地轉投兰开夏郡敵對球會般尼，導致他離隊的主要原因是普雷斯頓未能延長其尚餘一年的合約，相反般尼願意提供一張兩年期的合約，亞歷山大因而以20萬英鎊轉戰摩亞球場（Turf Moor）。普雷斯頓的主席德雷克·肖（Derek Shaw）不願失去亞歷山大並說：

『我們並不特別希望賣走格拉咸，但他到般尼可以獲得兩年合約，而留在迪普戴爾卻只有一年。他是一名健康的球員，我們是極有可能延長格拉咸的合約。』

在亞歷山大離隊後普雷斯頓的領隊保罗·辛普森（Paul Simpson）亦有類似的評論，但堅持不會為一名年已35歲的球員提供兩年合約。亞歷山大的20萬鎊轉會費分兩期支付，首期10萬鎊即付，餘下10萬鎊於2008年夏季清付。
般尼
2008/09年球季亞歷山大在般尼整季的61場聯賽及盃賽悉數正選上陣，射入11球，轉任防守中場角色，僅被罰一面黃牌，更獲領隊欧文·科尔（Owen Coyle）的高度讚揚，協助球隊透過附加賽升班英超，是他個人7度參加附加賽以來首次獲得升班資格，2009年6月29日亞歷山大與球隊續簽一年新約，留隊到2010年，同年8月15日亞歷山大成為歷來最年長首次亮相英超的球員。9月19日亞歷山大在主場對新特蘭時射入十二碼，是他個人首個英超入球，亦使他以37歲另344日成為英超歷來第7位最年長的入球球員；10月31日主場2-0擊敗侯城，亞歷山大更包辦兩球，使他以38歲另21日超越加里·斯皮德成為第6位最年長的入球球員。12月16日主場對阿仙奴再射入一球十二碼為球隊扳平1-1，生涯聯賽入球達到100大關，更以38歲另67日超越米克·夏福特（Mick Harford）成為第5位最年長的入球球員。在聯賽經歷三個多月入球荒後，他於4月10日作客侯城連續射入兩球十二碼，協助球隊反勝4-1，取得本季首場客勝及保留一線護級希望，更跨越（Tugay Kerimoğlu）及，以38歲另182日進佔英超最年長的入球球員第三位。雖然般尼最終降班收場，但作為球隊重心之一的亞歷山大仍獲球隊續約兩年。
2011年4月16日主場2-1擊敗，亞歷山大於完場前87分鐘後補上陣，是他職業生涯第1,000場上陣，繼東尼·福特（Tony Ford）後第二位非門將球員達到這個里程碑。般尼將4月25日定為「格拉汉姆·亚历山大日」（Graham Alexander Day），於對樸茨茅夫賽前頒發紀念獎，同日的場刊「Claret and You」有25頁特集，而球會商店亦出售相關紀念品。7月4日亞歷山大與般尼提前一年解除合約離隊。
重返普雷斯頓
2011年8月3日亞歷山大加盟剛降班英甲的普雷斯頓，簽約1年。2011年9月24日主場對燦美爾，亞歷山大射入一記招牌十二碼，為球隊先拔頭籌兼取得回歸後首球。10月15日亞歷山大成為普雷斯頓歷來第二位年滿40歲的上陣球員。

#### 國家隊
亞歷山大雖然在英格蘭出生，但由於其父親是蘇格蘭人而有資格代表蘇格蘭國家隊，亞歷山大於2002年年已30歲才獲時任蘇格蘭領隊福士徵召，普雷斯頓會長兼前英格蘭名宿湯·芬尼表示看好他在蘇格蘭的前途，亞歷山大曾表示代表蘇格蘭是其踢足球主要追求的目標。這個目標於4月17日終於達成，亞歷山大首次代表蘇格蘭於皮托德里球場（Pittodrie Stadium）友賽1-2負於尼日利亞上陣；同年5月亞歷山大隨同國家隊訪問遠東，包括在香港參加回歸盃；他第25次代表蘇格蘭以1-0擊敗法國；他亦是2006年贏得每年一度日本麒麟盃的成員之一，蘇格蘭以5-1擊敗保加利亞，最後以0-0賽和主隊日本奪標。

### 教練及領隊
普雷斯頓
亞歷山大重返普雷斯頓後於2011/12年球季下半季開始協助教練團隊，在領隊菲爾·布朗（Phil Brown）於2011年12月14日被撤職後與大衛·安斯禾夫（David Unsworth）共同擔任看守領隊，直到翌年1月中新帥格拉咸·韋斯利（Graham Westley）上任才結束。亞歷山大以40歲高齡於球季結束後退役並獲委任為青訓發展主管。
2012年12月6日亞歷山大獲英乙球會費列活特聘請出任領隊。

## 榮譽
般尼
- 英格蘭足球冠軍聯賽附加賽冠軍：2009年；

## 外部連結
- 般尼官網簡歷
- 普雷斯頓官網簡歷
- 歐洲足協統計（2008年欧洲足球锦标赛外围赛數據）
- 足球数据库：格拉汉姆·亚历山大的球员统计数据